# Jehudiel (Tabatadze)
Jehudiel, imię świeckie Gocza Tabatadze (ur. 30 listopada 1964) – gruziński duchowny prawosławny, od 2009 arcybiskup Stepancmindy i Chewi.

## Życiorys
29 stycznia 1995 otrzymał święcenia diakonatu, a 15 kwietnia tegoż roku – prezbiteratu. 2 września 2003 otrzymał chirotonię biskupią. 24 listopada 2009 otrzymał godność arcybiskupa.